# Lepthyphantes turanicus
Lepthyphantes turanicus este o specie de păianjeni din genul Lepthyphantes, familia Linyphiidae, descrisă de Andrei V. Tanasevitch și Fet, 1986.
Este endemică în Turkmenistan. Conform Catalogue of Life specia Lepthyphantes turanicus nu are subspecii cunoscute.